# Let's Try Being In Love
"Let's Try Being In Love" é um single do cantor australiano Darren Hayes, lançado em 2022. A música marcou o retorno do artista à mídia, após um hiato de quase 10 anos.

## Composição
A música foi composta e produzida por Darren, em seu estúdio pessoal na Califórnia, Estados Unidos. A letra fala sobre um forte desejo de apaixonar-se, mas pela ideia de estar apaixonado, retomando sensações antigas.[carece de fontes?]
Segundo a revista Billboard, é uma faixa com "tema anos 80, esplêndida e (onde) vemos Hayes retirando todas as paradas — sintetizadores, baterias eletrônicas, falsete, etc. — para criar uma atmosfera perfeita para uma nostálgica canção pop de amor doentil".

## Lançamento
O single foi lançado mundialmente por download digital e streaming em 26 de janeiro de 2022. O videoclipe da música foi divulgado no mesmo dia, no site oficial do cantor e via seu canal oficial no YouTube.
Pouco depois, Darren também anunciou seu primeiro show ao vivo em dez anos, a ser realizado em 5 de março no Sydney Gay & Lesbian Mardi Gras Parade, na Austrália.

## Videoclipe
O clipe também foi gravado nos Estados Unidos e conta com a participação do ator Scott Evans e das atrizes Madeleine Coghlan e Sharmita Bhattacharya. Foi dirigido por Andrew Putschoegl, sendo o roteiro e direção de arte por Hayes.
O vídeo traz um suposto triângulo amoroso do cantor e um casal, que aos poucos adquire contornos apaixonados e dramáticos, em meio a um jantar entre amigos.

## Single Digital
- Internacional

1. "Let's Try Being In Love" - 5:36
2. "Let's Try Being In Love" (Edit) - 4:00

- 12 Inch (Compacto duplo)

1. "Let's Try Being In Love" (12 Inch Extended Mix) - 9:39
2. "The Look of Love" - 5:37

## Paradas musicais
O single entrou nas paradas digitais de diversos países, notavelmente na Austrália e Reino Unido, onde atingiu o Top 40 na lista de vendas da iTunes Store.
| Parada semanal (2022)                | Posição |
| ------------------------------------ | ------- |
| Australian Independent Label Singles | 9       |
| Austrália iTunes Top 100             | 48      |
| UK Singles Downloads Chart           | 96      |
| UK Singles Sales Chart               | 98      |

| iTunes Charts (2022)                | Posição |
| ----------------------------------- | ------- |
| Austrália (iTunes Top 100 Pop)      | 29      |
| Reino Unido (iTunes Top 100 Pop)    | 38      |
| Holanda (iTunes Top 100 Pop)        | 39      |
| México (iTunes Top 100 Pop)         | 40      |
| Bélgica (iTunes Top 100 Pop)        | 50      |
| Canadá (iTunes Top 100 Pop)         | 56      |
| Irlanda (iTunes Top 100 Pop)        | 68      |
| Estados Unidos (iTunes Top 100 Pop) | 83      |